# Mesosemia subtilis
Mesosemia subtilis is een vlindersoort uit de familie van de prachtvlinders (Riodinidae), onderfamilie Riodininae.
Mesosemia subtilis werd in 1909 beschreven door Stichel.